# Joseph Mitchell (1803-1883)

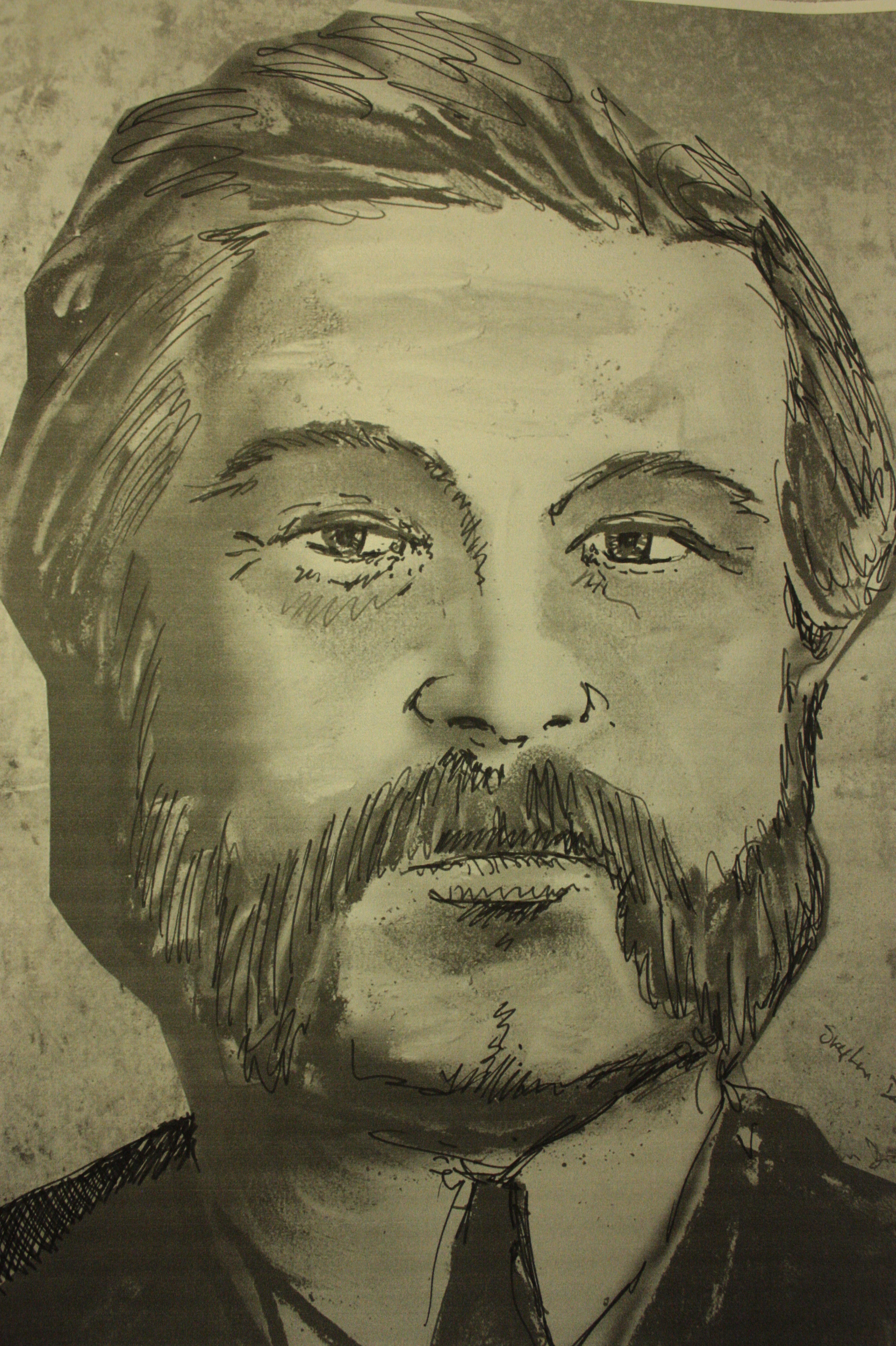
El ingeniero Josph Mitchell CE

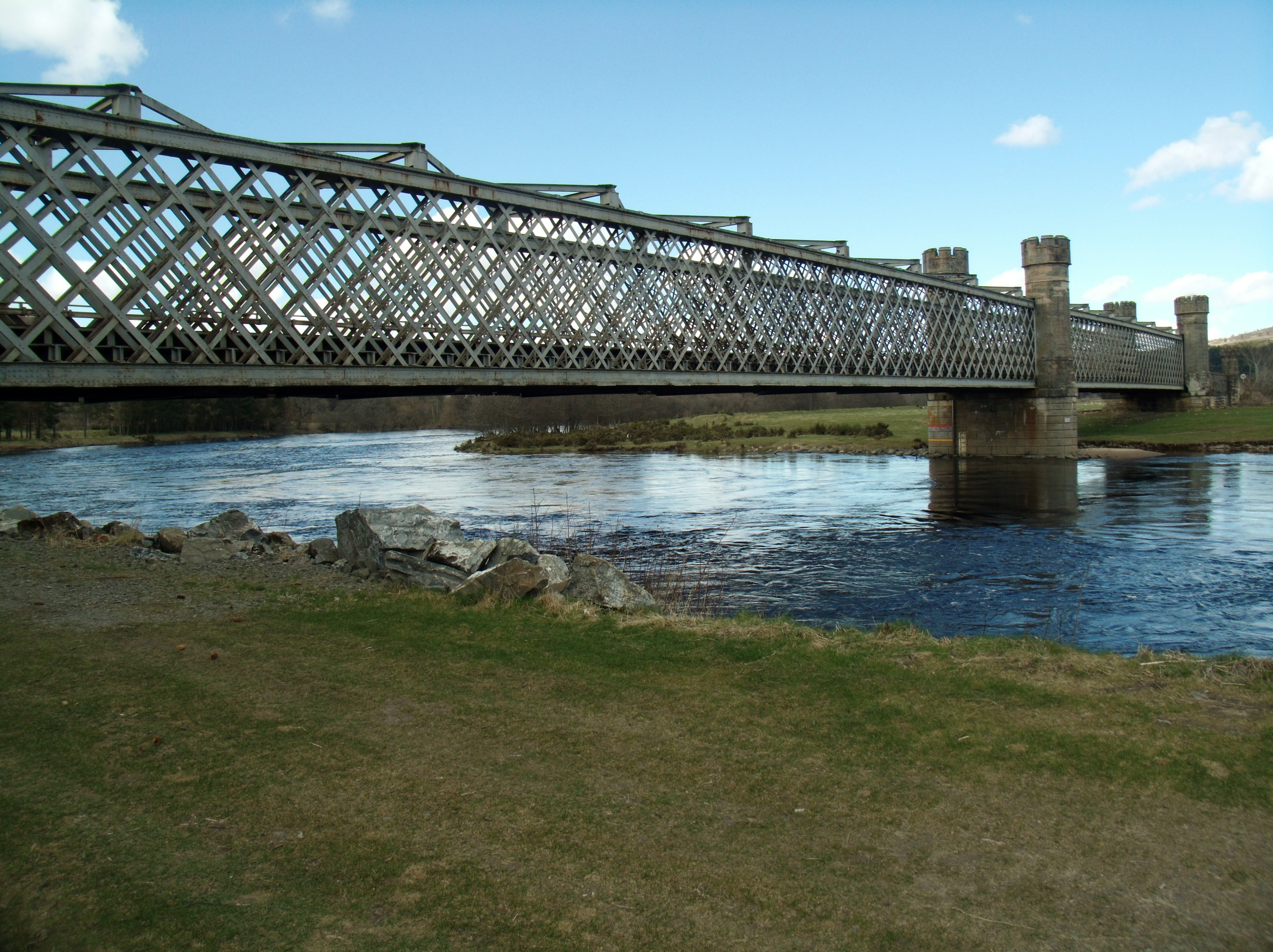
El viaducto de Dalguise fue obra de Mitchell

Joseph Mitchell (1803 - 26 de noviembre de 1883) fue un ingeniero civil escocés .

## Biografía

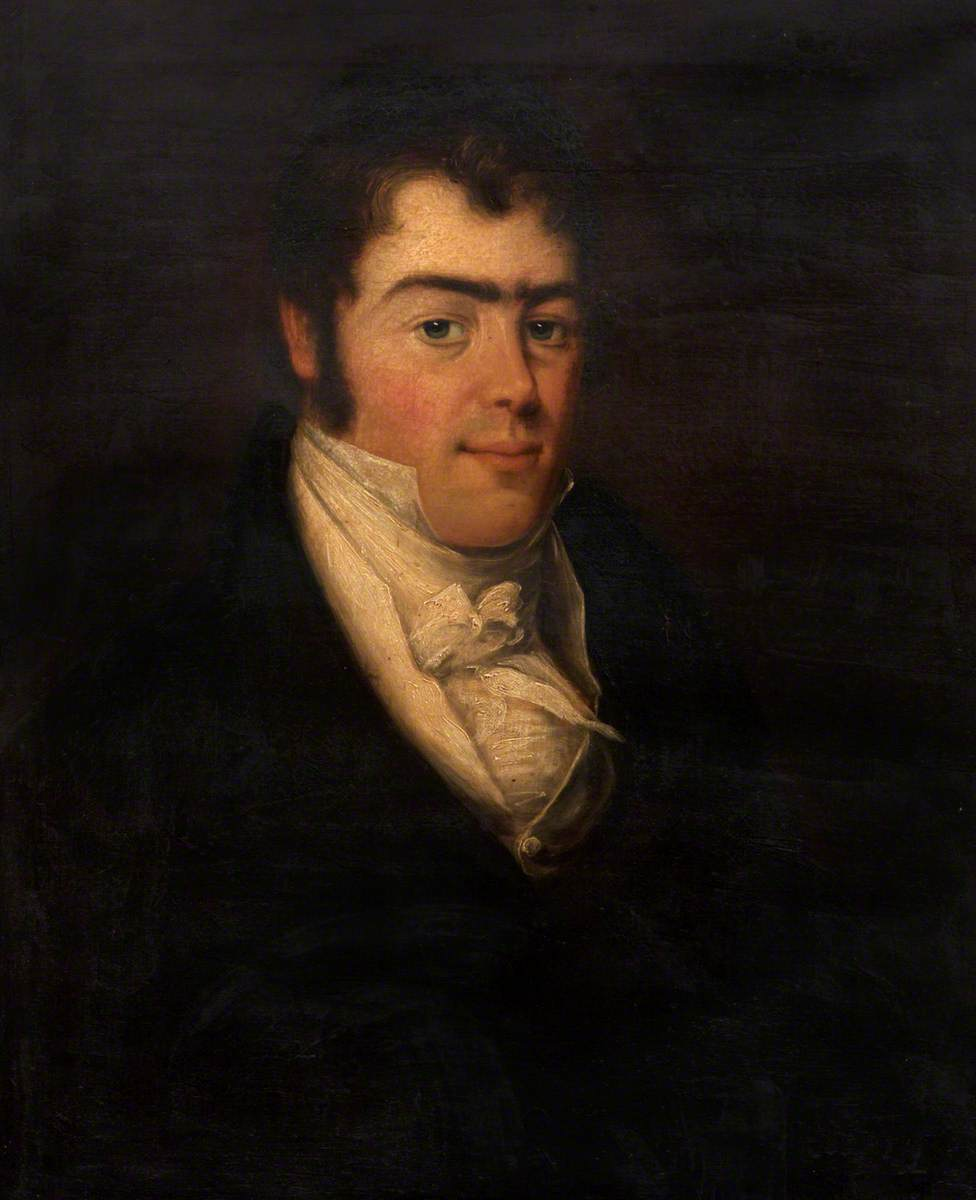
Joseph Mitchell

Joseph Mitchell nació el 3 de noviembre de 1803 en Forres, Escocia, hijo de John Mitchell, ingeniero civil.
Su familia se mudó a Inverness en 1810, donde Mitchell asistió a la Inverness Royal Academy. Continuó sus estudios en Aberdeen. En 1820 entró a trabajar en la construcción del Canal de Caledonia como aprendiz del ingeniero y arquitecto Thomas Telford .
Desde 1824 hasta su jubilación en 1867, Mitchell ocupó el cargo de Inspector de Carreteras y Puentes de las Tierras Altas. A partir de 1828 también actuó como ingeniero de la Junta de Pesca de Escocia . Realizó estudios para la creación de nuevos ferrocarriles y participó en la construcción de gran parte de la red ferroviaria en las Tierras Altas escocesas, incluido el Ferrocarril de Inverness y Perth Junction. En 1843 fue elegido miembro de la Royal Society of Edinburgh, siendo su proponente Thomas Charles Hope .
De 1862 a 1867 se asoció con los ingenieros William & Murdoch Paterson.

El filósofo W. D. Ross escribe la siguiente descripción de los primeros años de vida de Mitchell:
Las rutas terrestres del norte, sur, este y oeste convergían en Inverness, y su puerto proporcionaba comercio costero y exterior.

 Esta pequeña metrópolis albergaba orgullo cívico y espíritu emprendedor. Su sensación de aislamiento se había visto algo disminuida por el trabajo de los Comisionados de Carreteras y Puentes de las Tierras Altas durante las primeras décadas del siglo XIX.

 Habían construido el Canal Caledonian, uniendo los tres lagos del Great Glen con el mar en cada extremo. Los viejos senderos de las Tierras Altas y los estrechos caminos militares construidos por el general Wade después de 1715 habían sido reemplazados por caminos más anchos y puentes más sólidos. Se construyeron alrededor de 875 millas de carreteras y más de 1300 puentes, en su mayoría pequeños pero incluidos muchos que cruzaban los ríos más grandes. Como resultado de esta actividad, la gente de Inverness y sus alrededores estaban bien acostumbrados a la presencia de ingenieros, y se abrió una nueva carrera para jóvenes que anteriormente podrían haber pasado la vida como trabajadores, alistarse en el ejército o emigrar. Uno de ellos fue John Mitchell, nacido en Forres y formado como albañil, cuya diligencia atrajo la atención favorable de Thomas Telford, supremo de todos los trabajos. Mitchell fue nombrado superintendente en jefe de todos los Highland Roads en 1806. Su hijo mayor, Joseph, también nació en Forres, en 1803. Asistió a la Academia de Inverness, que había sido fundada en 1791 y una escuela floreciente. Mostrando cierta aptitud para el dibujo técnico, fue enviado a Aberdeen para recibir una matrícula de un año en dibujo y arquitectura. Quedó claro que la ingeniería sería su profesión y, a la edad de diecisiete años, fue empleado como albañil en prácticas en las obras del canal que se estaban llevando a cabo en Fort Augustus, en el extremo sur del lago Ness. Como hijo de John Mitchell, ya estaba en una carrera acelerada, y desde aquí Telford lo llevó a Londres, a quien le gustó la idea de que un par de 'escoceses crudos' actuaran como sus empleados y aprendieran ingeniería en su casa. -cum-oficina. Los años de Joseph con Telford en Londres le enseñaron mucho sobre cómo tratar con la burocracia, los ricos y la nobleza, así como sobre ingeniería.
En 1824, John Mitchell murió, y Telford pensó lo suficientemente bien en Joseph como para asegurar su nombramiento, con solo veintiún años, como reemplazo de su padre. Durante los siguientes veinte años, Joseph Mitchell adquirió un conocimiento sin igual de las Tierras Altas y las Islas, como ingeniero que planificaba, contrataba, supervisaba y asesoraba en prácticamente todos los trabajos de importancia, desde pavimentación nueva en las calles de Inverness hasta la instalación de la la planta de gas de la ciudad, hasta trazar carreteras y construir muelles en las Orcadas. En 1844 era un miembro destacado y muy respetado de la comunidad de Inverness, director y cofundador del Caledonian Bank, y estaba involucrado en muchos aspectos de la vida en la ciudad y el campo. Mitchell era algo así como un glotón de trabajo y rara vez rechazaba cualquier oferta de empleo complementario. James Hope, WS, el agente legal con sede en Edimburgo que fue para los comisionados de Highland Roads, lo hizo aplicar por primera vez sus talentos profesionales a la construcción de ferrocarriles en 1837. Mucho más allá de las Tierras Altas, inspeccionó una ruta alternativa para el Ferrocarril de Edimburgo a Glasgow a través de los terrenos del conde de Hopetoun.
A partir de entonces, Mitchell mantuvo un interés en los ferrocarriles y señaló en 1841 que el gobierno había dado instrucciones a Sir John McNeil para que inspeccionara y diseñara las principales líneas de ferrocarril en Irlanda. Consideró que se podría hacer lo mismo en Escocia a través de la agencia ya existente de los Comisionados de Carreteras y Puentes. A instancias de Mitchell, el preboste y el Ayuntamiento de Inverness hicieron una propuesta en este sentido al Tesoro y alentaron a otros ayuntamientos a hacer lo mismo, pero no resultó nada. La culpa oficial sobre las Tierras Altas aún no se había establecido. The Railway Times comentó: 'Esta gente de las montañas ha estado demasiado acostumbrada a recurrir al Tesoro público para los gastos de todas sus mejoras locales.Los barcos de vapor habían estado operando en el Canal de Caledonia desde 1820 y entre Inverness y Glasgow desde 1822. Mitchell vio que los ferrocarriles de vapor llegarían a su parte del país tarde o temprano, y estaba decidido a ser el hombre que lo haría posible.
En 1841 le hizo una propuesta a un abogado dinámico de Elgin, James Grant (más tarde rector de la ciudad), para construir un ferrocarril que la uniera con el puerto de Lossiemouth, a seis millas de distancia. Mitchell se encargaría de la ingeniería y Grant organizaría la empresa. Mitchell llevó a cabo una encuesta y tenía listo un contratista, pero registró que, 'aunque el Sr. Grant celebró reuniones e hizo esfuerzos considerables en ese momento, el público no pareció apreciar las ventajas del esquema propuesto. La siguiente empresa ferroviaria de Mitchell fue proponer la construcción del Scottish Central Railway, para unir Perth con el Edinburgh and Glasgow Railway, en Larbert. Esto parecería estar fuera de su territorio de las Tierras Altas, pero es probable que ya estuviera pensando en asegurar la base sur de una ruta hacia las Tierras Altas. Señaló sobre el proyecto que "traería a Perth y todo el norte en comunicación ferroviaria directa con Edimburgo y Glasgow". Su prospecto fue emitido el 30 de marzo de 1844. El 14 de agosto del mismo año, se llevó a cabo una reunión pública en Inverness, señalada como la primera reunión "para la promoción de la empresa ferroviaria en los condados del norte". · Mitchell inspeccionó la línea central escocesa para sus promotores a su propio costo, con la condición de ser nombrado ingeniero, pero aquí se topó con el lado fuerte y pesado de la política ferroviaria.
Mitchell fue el autor de varios libros, incluido Reminiscences of my Life in the Highlands . Murió en su casa de Londres el 26 de noviembre de 1883. En el mismo año, su hijo, Mitford Mitchell, presentó un busto de mármol de Joseph Mitchell, creado por Alexander Munro, a al ayuntamiento de Inverness.

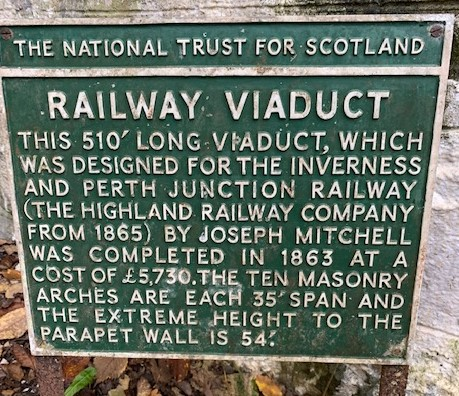
Placa informativa en el viaducto Killiecrankie diseñado por Mitchell.

En los últimos años, la casa de Mitchell en Inverness, Viewhill House, en la parte superior de Castle Street, se utilizó como albergue juvenil. En octubre de 2007, después de permanecer vacío durante algún tiempo, sufrió graves daños por un incendio.

## Familia
Fue el padre del Reverendísimo James Robert Mitford Mitchell Moderador de la Asamblea General de la Iglesia de Escocia en 1907.